# Сабініанська школа
Сабініанська школа (Schola Sabiniana) — одна з двох провідних школ з правництва у період ранньої Римської імперії. Отримала назву на честь правника Масурія Сабіна. Інколи називалася Кассіанською.

## Діяльність
Засновником школи вважається Гай Атей Капітон, який заклав основи цієї школи. Незважаючи на те, що у політиці дотримувався проімператорських поглядів, у праві захищав та розвивав консервативні ідеї часів Римської республіки. Остаточно ця правнича школа сформувалася за часи Масурія Сабіна та Гая Кассія Лонгіна.
Сабініанська школа правництва була відома своїми дідактичними матеріалами, які використовували навіть представники Прокуліанської школи права. Основні досягнення цієї школи у розвитку публічного та цивільного права, чим закладено підвалини римського права.

## Очільники
- Гай Атей Капітон — до 22 року
- Масурій Сабін — з 22 року
- Гай Кассій Лонгін — до 69 року
- Гней Арулен Целій Сабін — з 69 року
- Луцій Яволен Пріск — до 120 року
- Луцій Абурній Валент — у 120–140 роках
- Тусціан — з 140 року
- Салвій Юліан — до 170 року.